# Ismet Begtašević
Ismet-beg Begtašević, hrvatski političar iz kotara Srebrenice, BiH. Prije rata bio je član JMO. Također je bio zastupnik u sazivu Hrvatskoga državnog sabora 1942. godine, kamo ga je doveo Džafer Kulenović.